# Drakensbergena spinula
Drakensbergena spinula  (лат.) — вид прыгающих насекомых трибы Drakensbergenini из подсемейства цикадок Deltocephalinae (Cicadellidae). Лесото и Южная Африка: KwaZulu-Natal, на высотах до 2233 м. Длина 5—6 мм. Усики короткие (их длина 1 мм). Короткокрылые с вытянутой вперёд головой.
Голова шире пронотума (голова — 1,4—1,5 мм, пронотум — 1,1—1,2 мм). Макросетальная формула задних бёдер равна 2+1 или 2+1+1. Латеральный край пронотума килевидный. Оцеллии редуцированы. Встречаются в травянистых высотных биомах южной Африки, на склонах с преобладанием Koeleria capensis, Microchloa caffra, Tristachya leucothrix (Poaceae) и Aristea sp. (Iridaceae). Вид был впервые описан в 2009 году южноафриканским энтомологом Майклом Стиллером (Michael Stiller, ARC-Plant Protection Research Institute, Queenswood, Претория).